# Штарнбергер-Зе
Шта́рнбергер-Зе (нем. Starnberger See, Würmsee; устар. Штарнбергское озеро, Вюрмское озеро, Вюрм-Зе) — озеро в предгорьях Альп на высоте 584 м, на территории Германии, в федеральной земле Бавария, в 30 километрах от Мюнхена. До 1962 года называлось Вюрмзе (Würmsee). На берегу озера находится город Штарнберг. Благодаря большой глубине озеро является самым большим по объёму внутренним озером Германии (не считая Боденского озера, находящегося на территории Германии, Австрии и Швейцарии).
По данным на конец XIX века длина озера составляла 21 км, ширина 5 км, площадь 57,3 км. Наибольшая глубина 118 м.

## Галерея

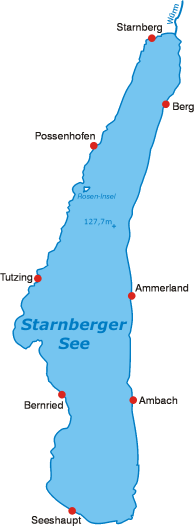
Карта Штарнбергского озера
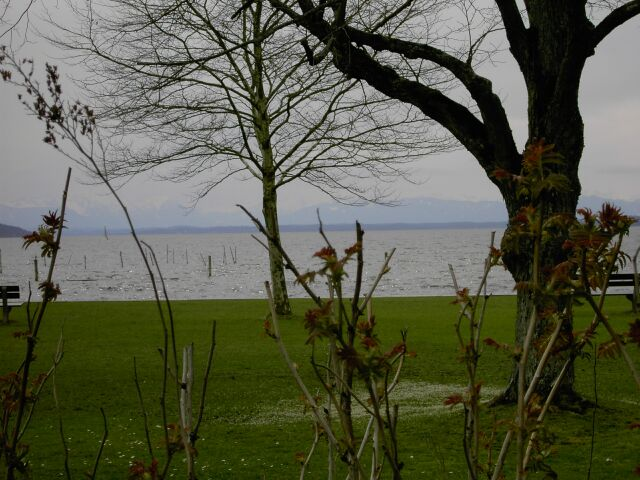
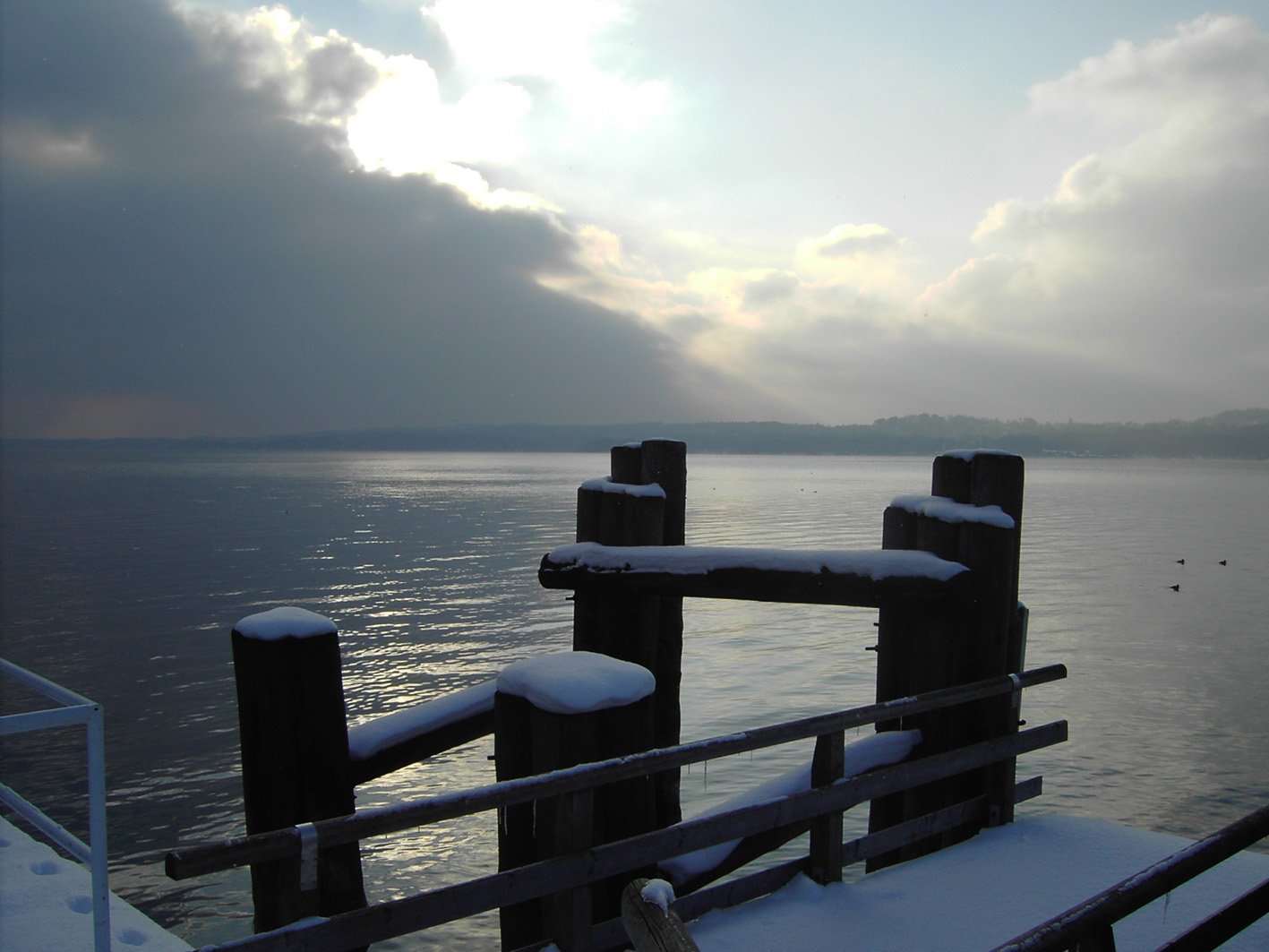
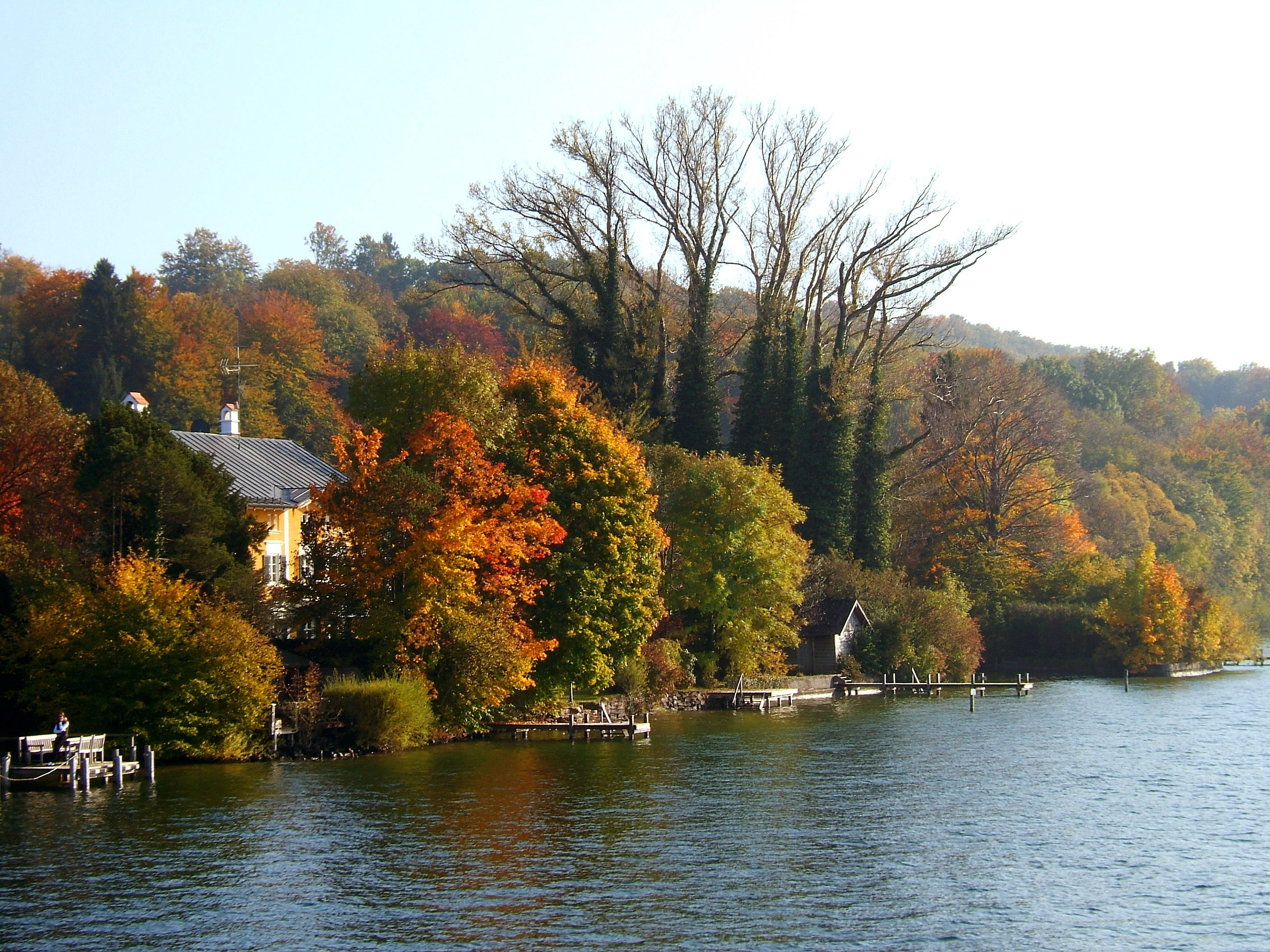
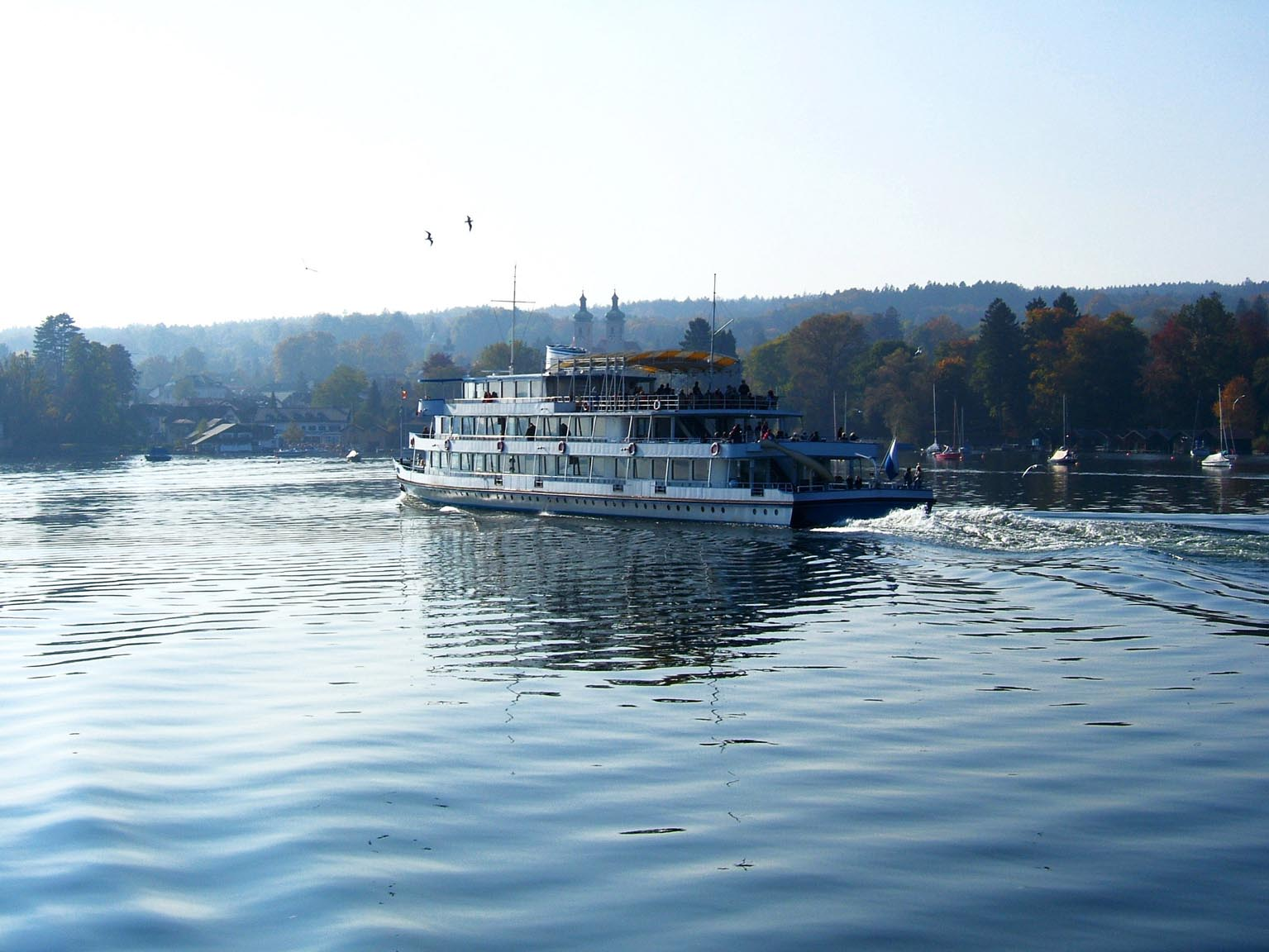
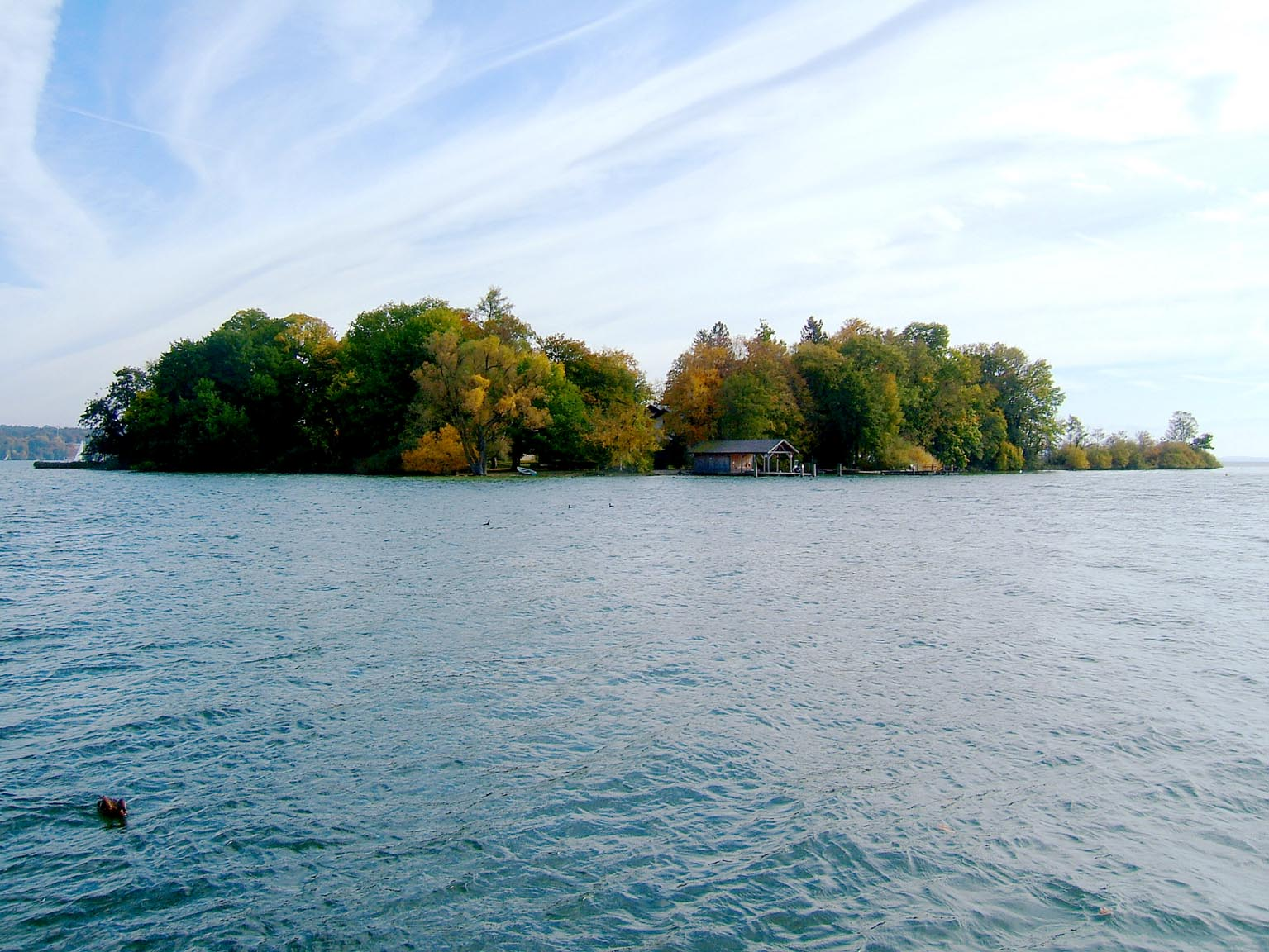
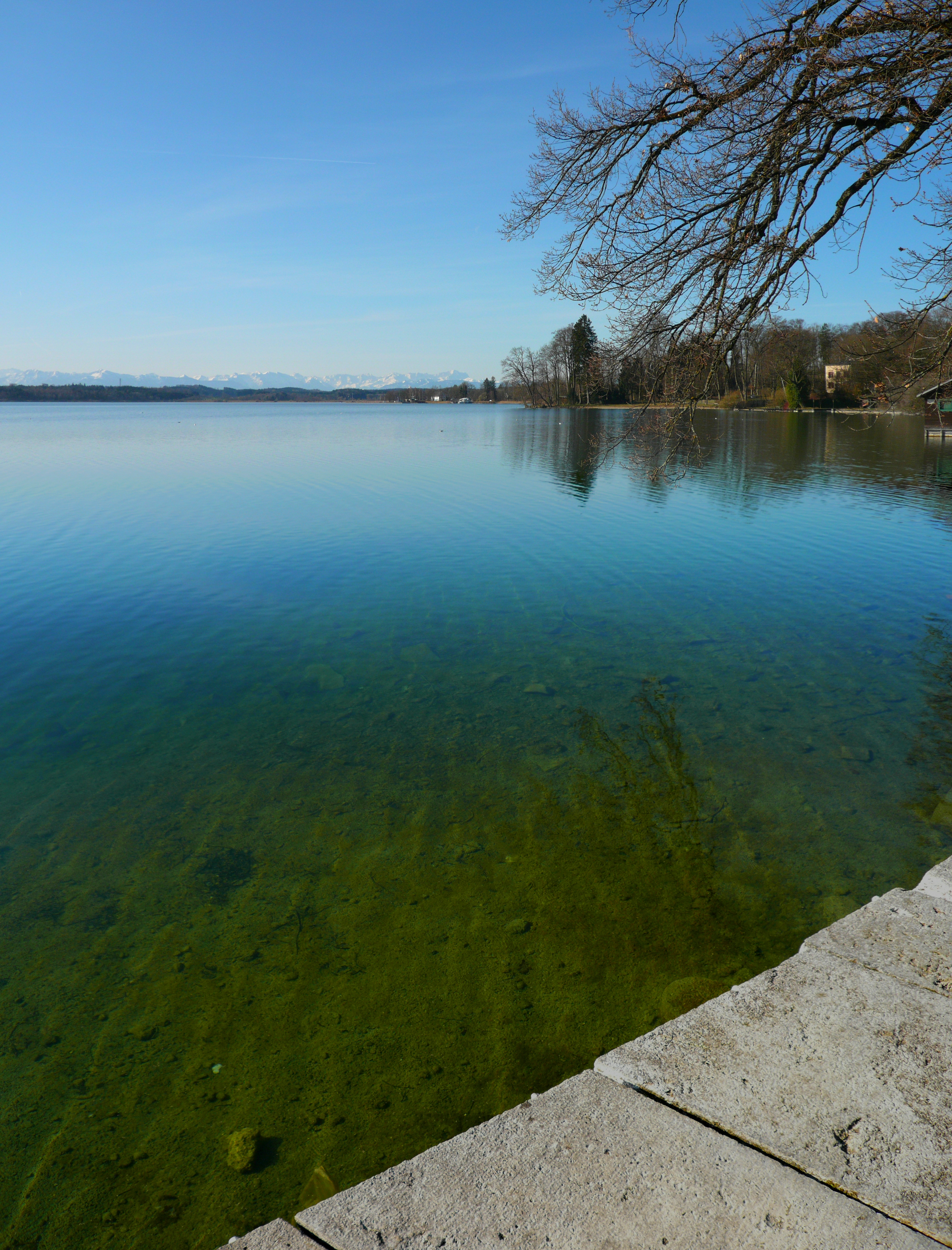